# Parada de Tibães
Parada de Tibães is een plaats (freguesia) in de Portugese gemeente Braga en telt 798 inwoners (2001).